# Rolle (gemeente)

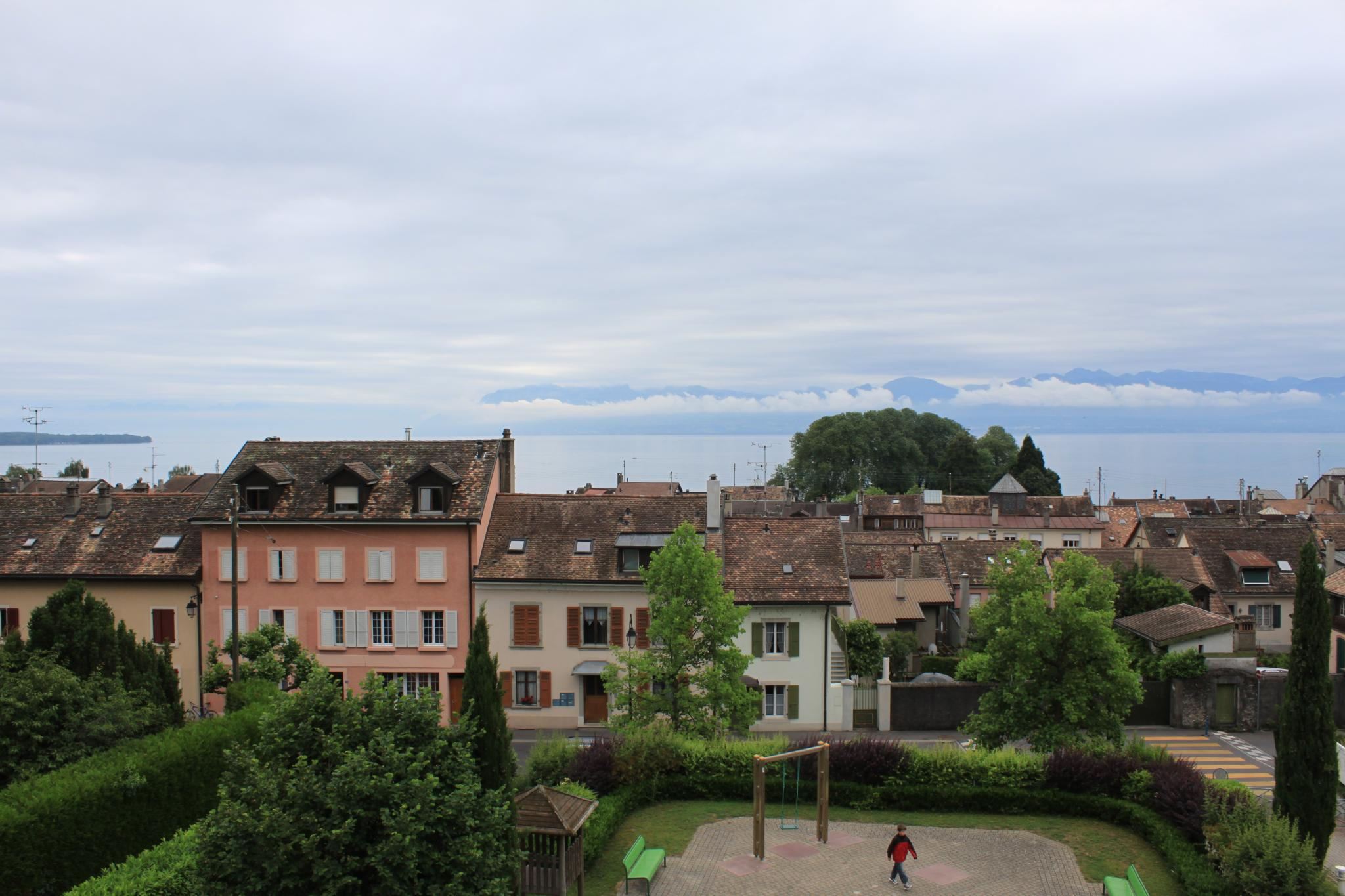

Rolle is een gemeente en plaats in het Zwitserse kanton Vaud en maakt sinds 2008 deel uit van het district Nyon. Voor 1 januari 2008 was Rolle de hoofdplaats het toen opgeheven gelijknamige district.
Rolle telt 4591 inwoners.

## Geboren
- Jeanne Kunkler (1894-1990), schrijfster en redactrice
- Flora Revalles (1889-1966), actrice

## Overleden
- Jean-Luc Godard (1930-2022), filmregisseur
- Alfred Aubert (1859-1923), politicus